# A Letra A
A Letra A, gravado e lançado em 2003, é o terceiro álbum de Nando Reis e o primeiro após sua saída da banda Titãs, onde cantava e tocava baixo. É também o primeiro álbum de Nando lançado pela Universal Music.
Este álbum conta com a banda "Os Infernais" composta por Alex Veley (teclados), Barrett Martin (bateria), Felipe Cambraia (baixo) e Carlos Pontual (guitarra), embora ainda levasse apenas o nome de Nando.
A faixa "Luz dos Olhos" foi escrita por Nando a pedido de Jorge Davidson, diretor artístico da Sony, para o quarto disco do Cidade Negra, O Erê. A letra fala sobre ver ou não ver a pessoa amada, seja literalmente, seja pela ausência física da mesma, dialogando também com a forte miopia da qual Nando sofre.

## Faixas
Todas as canções compostas por Nando Reis.
1. "A Letra A" - 4:15
2. "E Tudo Mais" - 5:19
3. "Dentro do Mesmo Time" - 2:08
4. 'Hoje Mesmo" - 6:06
5. "De Lhe Pra Te" - 4:42
6. "O Meu Posto" - 5:17
7. "De Mãos Dadas" - 2:46
8. "Mesmo Sozinho" - 4:45
9. "Púrpura" - 5:09
10. "Luz dos Olhos" - 5:34
11. "Um Simples Abraço" - 4:33
12. "Tão Diferente" - 6:10"